# Tethys (mytologi)
 For alternative betydninger, se Tethys. (Se også artikler, som begynder med Tethys)
Tethys eller Thetys (græsk Τηθύς Têthýs "den længselsforvoldende") er en af de oprindelige 12 titaner, som Gaia undfangede med Uranos. Hun er en havgudinde, der med sin bror Okeanos har avlet de mytiske havvæsner okeaniderne, der er 3.000 i antal.
Med Okeanos er hun ligeledes mor til de store floder Nilen, Alfeus og den store Meander og mange flere (måske floder generelt). Med Hesiods ord:
"lige så mange i tal er de floder, der larmende strømmer,
de er Okeanos' sønner og født af den vældige Tethys.
Svært det er for en dødelig mand at benævne dem alle,
men deres navne er kendt af de folk, som bebor deres bredder."
Citeret fra Lene Andersens oversættelse
Hun forveksles også ofte med Thetis (kendt bl.a. fra Iliaden), der var hustru til Peleus og mor til Achilleus.